# Велика џамија у Приштини
Велика џамија (алб. Xhamia Qendrore në Prishtinë) је џамија у Приштини, намењена молитви петком (џума). Израдња је почела 2012, док је завршетак радова непознат. Због свог обима, постаће једна од највећих џамија у Србији.

## Историја
Изградња џамије у центру Приштине, за коју је најављено да ће бити једна од највећих на Балкану, почела је 8. октобра 2012. године. Почетку изградње присуствовали су председница Атифете Јахјага, премијер Хашим Тачи, председник Скупштине Јакуп Краснићи, градоначелник Приштине Иса Мустафа и косовски муфтија Наим Тернава.
Осам година од постављања камена темељца, у јулу 2020. почели су радови на изградњи џамије у присуству муфтије Тернаве. Тада је истакао да је припадницима исламске вероисповести у Приштини недостајала велика џамија, поготово петком, када се на џуми окупља много више верника него осталим данима у недељи. Међутим, у исто време избили су протести поводом градње, док је бивши командант ОВК Бинак Гаши критиковао што њену изградњу финансира Турска, рекавши да „Косово није провинција Турске, већ историјска Илирија”. Истог дана одржани су и контрапротести, а демонстранти су имали различити захтеве.